# Marouflage

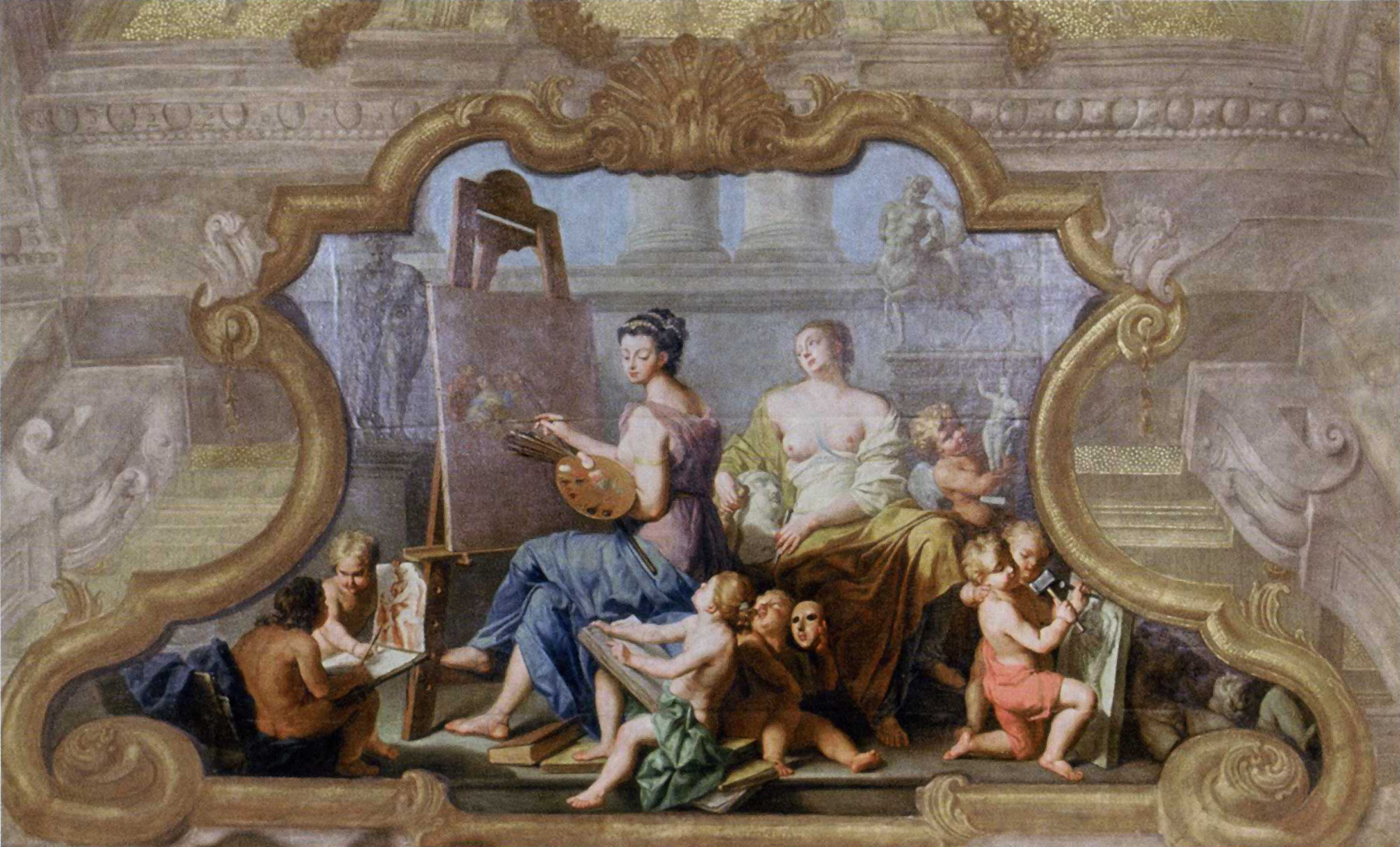
Allegorie der Mal- und Bildhauerkunst, Wien, Palais Lobkowitz (Wien), Decke des Festsaals.

Eine Marouflage (vom französischen maroufle, der Bezeichnung für einen starken Leim) ist das Hinterkleben eines textilen Bildträgers (z. B. einer Leinwand) mit einem starren Träger. 
Diese Technik erleichtert die Dekoration von Deckengewölben mit Malereien. Dabei wird das in den passenden Ausmaßen zu ebener Erde geschaffene Werk direkt auf die Gewölbekappen geklebt, oder auf eine Nachbildung des Gewölbes, die anschließend unter der Decke befestigt wird. 
Sie dient auch dazu, bereits vorhandene Gemälde zu schützen, wenn diese ersetzt werden sollen. Beispielsweise wurde das Deckengemälde von Chagall im Zuschauerraum der Pariser Opéra Garnier auf eine künstliche Kuppelschale maroufliert, hinter der das Originalgemälde erhalten ist. 
In der Restaurierung wurde die Marouflage eingesetzt, um den textilen Bildträger zu stabilisieren, oder um Löcher, Risse, Unebenheiten etc. zu unterkleben. Ziel ist es dabei, der Degradierung Einhalt zu gebieten, weitere Schäden zu vermeiden und eine glatte Oberfläche zu erhalten. 
Da Marouflagen selten rückgängig gemacht werden können, die Reversibilität heute aber eine der Hauptanforderungen an eine gelungene Restaurierung ist, sollte diese Technik dafür nicht mehr eingesetzt werden.